# 자니콜로

자니콜로

자니콜로(이탈리아어: Gianicolo)는 로마의 언덕 중 하나이다.

## 같이 보기
- 로마의 일곱 언덕
- 아벤티노 언덕
- 첼리오 언덕
- 캄피돌리오 언덕
- 몬테 사크로
- 오피오 언덕
- 팔라티노 언덕
- 핀초 언덕
- 퀴리날레 언덕
- 바티칸 언덕
- 벨리아 언덕
- 비미날레 언덕